# David Girandière
David Girandière, né le 7 août 1974 à Caen (Calvados), est un entraîneur français de basket-ball.

## Biographie
En 2013, il obtient la montée en LFB d'UF Angers puis son maintien l'année suivante.
Avant-dernier du classement, Angers perd début décembre 2016 face à la lanterne rouge Tarbes, ce qui précipite son éviction et son remplacement par l'ancien joueur de Cholet David Gautier.

## Carrière joueur
Il a joué au SCM Le Mans, Coulaines et Anjou BC.

## Carrière entraîneur

### Clubs
- 2001-2003 : Anjou BC[2]
- 2004-2009 : Angers BC 49[2] (assistant Pro B/NM1)
- 2009-déc. 2016 : UF Angers (NF1/LF2/LFB)

### Palmarès
- Champion de France Ligue 2 féminine en 2013[3]
- Vainqueur du Trophée Coupe de France en 2010 et 2012[3]